# Lothar Geisler
Lothar Geisler (Dortmund, 1936. december 8. – 2019. április) német labdarúgóhátvéd és középpályás.